# Lysandra suavis
Lysandra suavis är en fjärilsart som beskrevs av Schultz 1904. Lysandra suavis ingår i släktet Lysandra och familjen juvelvingar. Inga underarter finns listade i Catalogue of Life.